# Anthony Paul Dostie
Anthony Paul Dostie (né en 1821 dans le comté de Saratoga - mort en août 1866 à La Nouvelle-Orléans) est un dentiste et homme politique de La Nouvelle-Orléans, aux États-Unis. Membre de la section louisianaise du parti républicain, il prend fait et cause pour l'émancipation des Afro-Américains de cet État pendant la guerre de Sécession (1861-1862) et durant la période qui suivit la réintégration de la Louisiane au sein de l'Union (1862-1866). Participant à la convention constitutionnelle du 30 juillet 1866, il fait partie des victimes du massacre de La Nouvelle-Orléans de 1866.

## Jeunesse à New York et Chicago
Anthony Paul Dostie est le fils de Jean Olivier Dostie et de Phoebe Sober, d'origine allemande. Immigrant du Canada français, Jean Olivier Dostie est barbier à New York. Au début de sa vie active, Anthony travaille au salon de barbier de son père. À dix-neuf ans, il épouse Eunice Hull de Cazenovia. Celle-ci meurt subitement six ans plus tard.
Anthony Dostie entreprend des études en dentisterie à Amsterdam (New York). À la même époque, il s'intéresse à la vie de ceux qui se dévouent à la cause de la liberté. Peu de temps après le début de sa pratique de dentiste, il est reconnu comme expert et est désigné président des Odd Fellows (compagnons de la profession) dont il est membre. Le poste l'amène à migrer à Chicago, où il intensifie sa pratique et acquiert une certaine réputation.

## Nouvelle-Orléans
En 1852, Anthony Paul Dostie s'installe à La Nouvelle-Orléans. Dentiste reconnu, il s'engage dans sa communauté et défend un certain patriotisme républicain, s'opposant aux sécessionnistes de l'État. Ceux-ci prennent le contrôle de la Louisiane en 1861.
Pendant les années de la sécession jusqu'à au moins le 30 juillet 1866, les républicains de Louisiane subissent les pressions des esclavagistes. Anthony Paul Dostie est rapidement ciblé par ceux-ci, qui lui font subir de nombreuses atteintes à son intégrité et à sa réputation. Refusant d'accorder allégeance à la Confédération du Sud, le Dr Dostie est dépossédé de sa propriété et de son cabinet de dentiste. Le 21 août 1861, il quitte La Nouvelle-Orléans pour Chicago et il y revint un an plus tard, le 20 août 1862, à la suite de la défaite de l'armée sécessionniste devant les forces de l'Union.
Malgré la défaite, les esclavagistes continuent de dominer la vie politique de la Louisiane. Plusieurs anciens combattants sécessionnistes simulent la conversion et se présentent à des postes de pouvoir (gouverneur, juge, maire, shérif, etc.). Ils s'emploient ainsi à maintenir en vigueur un certain code noir ségrégationniste malgré l'affranchissement des noirs. À la suite de l'l'assassinat du président Abraham Lincoln le 14 avril 1865, le vice-président Andrew Johnson lui succède. Malgré sa défense préalable de l'Union et de l'égalité des droits en tant que gouverneur du Tennessee, la gouvernance présidentielle de Johnson permet aux esclavagistes de la Louisiane de consolider leur influence, ce qui déçoit fortement Dostie. Il adopte une loi sur la reconstruction des États du Sud réintégrés dans l'Union qui accorde l'amnistie à presque tous les anciens dirigeants des États confédérés et il approuve la composition des États locaux ayant adopté des codes noirs qui maintiennent dans les faits des conditions d'esclavage sans le nommer. De plus, en février 1866, il oppose son véto à la loi garantissant l’élargissement des droits civiques des esclaves émancipés (Civil Rights Act) et à l’élargissement du mandat du Bureau des affranchis afin de répondre aux codes noirs répressifs, véto que le Congrès renverse en juillet de la même année.

### Reconstruction
Pendant les années de reconstruction, (1862-1864) à la suite de la défaite des sécessionnistes, et malgré l'omniprésence de ces derniers et de leurs symboles dans l'espace public, Anthony Paul Dostie joue un rôle important dans la bataille politique et idéologique entre ce qu'il appelle l'« esclavocratie » et les principes républicains de l'Union. Homme politique cultivé et d'une stature imposante, il n'hésite pas à dénoncer ce qu'il qualifie de « trahison » et se fait ainsi de nombreux amis, mais encore plus d'ennemis dans le contexte d'une Louisiane contaminée par l'esclavagisme.
En 1862, Dostie est nommé au Conseil de l'éducation de la Louisiane où il fait un travail considérable pour développer une culture républicaine. Les postes de directeur sont occupés par des sécessionnistes, les drapeaux des États confédérés flottent devant les écoles, les enseignants fidèles à l'Union sont congédiés ou victimes de harcèlement. Les élèves ont la tête remplie des idées racistes. Dostie et ses amis républicains, font le même travail de réforme dans les endroits publics, les théâtres, les salles de spectacle. L'armée de l'Union avait ramené la Louisiane dans son giron mais rien n'avait changé. Les républicains, fidèles à leurs principes, non seulement se voient-ils privés des postes stratégiques au sein de l'État, mais ils doivent subir quotidiennement les menaces, le harcèlement et les représailles. Certaines menaces de mort à peine voilées envers Dostie sont d'ailleurs publiées dans des journaux sous forme d'acrostiches. Dostie dira: « Je sais qu'ils veulent prendre ma vie mais je pense que c'est une bonne cause pour mourir ». Charles Gibbons, un vétéran des Native Guards (en), a d'ailleurs entendu la veille du massacre deux policiers au coin d'une rue discuter des plans pour pendre le Dr Dostie et Michael Hahn, ancien Gouverneur de l'état et Sénateur.
En février 1864, Dostie est élu au poste de Vérificateur de l'État de la Louisiane. Réputé pour son intégrité, il s'acquitte de sa tâche non sans déplaire à certains, qui tentent de détourner les règles en matière de remboursement des dépenses par l'État ou de camoufler leurs méfaits. Il se fait encore des ennemis, dont le célèbre banquier Jacob Barker (en), avec qui il débat même dans les journaux à propos de sa trahison et d'une manigance qu'il aurait mené afin de tirer profit de l'or pendant les années de sécession. Le Gouverneur J. Madison Wells, qui goûte lui aussi à la médecine de Dostie, ne l'apprécie pas et ordonne, sans aucun fondement juridique, l'expulsion de Dostie de ses bureaux de vérificateur et lui retire ses fonctions, fonctions pour lesquelles il avait été élu. Plus tard en 1866, ses adversaires usent de leur influence au Sénat pour empêcher sa nomination à un poste d'arpenteur du Port. Dostie qui a bon caractère, ne se laisse pas abattre par ces déboires. Un soir, alors que l'impuissance et le désespoir l'envahissent, il se dit: « Cette révolution qui secoue notre pays est une lutte pour la liberté et la justice. J’ai eu tout à coup honte de mon inconfort et de mes peurs personnelles. Je repris confiance, me préparai à dormir, et le lendemain je me réveillai prêt à passer à l’action ».

### Les droits constitutionnels au cœur du conflit
La section Louisianaise du parti républicain dont Dostie est un acteur principal, revendique la modification de la Constitution de l'État afin de reconnaître le droit de vote aux noirs. Une première Convention constitutionnelle, convoquée en 1864 par le Général N. B. Banks alors que l'armée américaine occupe la Louisiane, et sur laquelle siège Anthony Paul Dostie, abolit l'esclavage mais n'accorde pas encore le droit de vote aux affranchis. La convention prévoit toutefois que celle-ci pourra être convoquée à nouveau sur l'appel de son président. Ce qui fut fait en 1866 dans le but cette fois d'établir le suffrage universel. Le 27 juillet, le Gouverneur J. Madison Wells ordonne la tenue d'élections afin de compléter la délégation à la Convention de révision et d'amendement de la Constitution de la Louisiane. La Convention du 30 juillet a pour but de faire l'appel des délégués et de constater les vacances à soumettre au processus électoral. Les délibérations sont prévues ultérieurement, une fois la délégation à la convention complétée par les électeurs. La tenue de l'assemblée du 30 juillet n'en inquiète pas moins les esclavagistes, qui conspirent pour en empêcher la tenue. Le juge E. Abell déclare cette convention « illégale », alors qu'elle a l'assentiment du Congrès des États-Unis et a été appelée par le Gouverneur de l'État, à la demande du président de l'Assemblée constituante, suspendue en 1864 et convoquée pour compléter ses travaux. Le Lieutenant-Gouverneur Albert Voorhies (en), manœuvre derrière le Gouverneur Wells pour légitimer auprès du Président Johnson, une intervention policière chargée de mettre fin à une réunion « illégale ». Avec l'assentiment du maire John T. Monroe, le shérif Harry T. Hays prépare les hommes de sa brigade formée d'anciens combattants sécessionnistes et les tient fin prêts pour l'intervention. Il s'assure d'armer les pompiers et de les libérer la veille afin qu'ils soient de l'opération.

### Massacre de La Nouvelle-Orléans
La veille de la convention constitutionnelle du 30 juillet 1866, Dostie organise une grande manifestation dans les rues de La Nouvelle-Orléans. Environ 5 000 personnes, en majorité des gens de couleur, marchent pacifiquement en chantant, dans une procession au flambeau. Dostie y fait un ardent plaidoyer pour l'égalité des droits et les principes républicains. Ayant confié son arme personnelle à un ami, il demande à la foule de rester calme et pacifique et après la manifestation, de se rendre chacun chez soi en paix et de se défendre seulement en cas d'attaque.
Le discours de Dostie est présenté chez les esclavagistes comme une provocation et un appel à la violence des noirs contre les blancs. Selon l'enquête du Congrès instituée dans les mois suivants les événements, Dostie n'a rien dit « qui puisse exciter l'animosité ou l'action hostile ».
Le lendemain, lors de l'ouverture de la Convention constitutionnelle, plusieurs centaines d'attaquants esclavagistes, menés par le chef de la police locale Harry T. Hays, appuyés par des anciens combattants de la 9e brigade, entrent dans l'Institut de la mécanique (en) où se tient la convention et tirent des coups de feu sur les délégués et l'assistance présente, ou les frappent à l'arme blanche. Dostie, voulant s'interposer, reçoit un coup de brique à la tête, et est assommé au sol, piétiné et transpercé de plusieurs coups d'épée. Paraissant mort, il est plus tard chargé sur une charrette et on empile des cadavres sur lui. Lorsque l'on découvre qu'il est toujours vivant, ses amis le conduisent dans un hôpital où on ne peut que le soulager. Il demeure conscient jusqu'à sa mort 6 jours plus tard, précisant qu'il pardonne à ses agresseurs et recommandant à ses amis républicains « que le bon travail continue ».
La nouvelle du décès de Dostie suscite des sentiments partagés dans les journaux de La Nouvelle Orléans, selon leur allégeance républicaine ou sécessionniste. Une douzaine de proches amis lui font une discrète cérémonie, craignant les attaques de leurs ennemis. Plusieurs hommages posthumes sont rendus, notamment de personnalités telles le Général Banks, le général Butler, le New Orleans Times, la Convention dentaire de Boston, etc.

### Le rôle du Congrès
Selon l'enquête du Congrès publiée en février 1867, le massacre, qui a fait 100 morts et 400 blessés, est une opération qui a été planifiée par ou avec l'accord des esclavagistes occupant des postes décisionnels. Le Président Andrew Johnson est blâmé pour avoir placé ou toléré ceux-ci en ces postes. À la suite de cette enquête, qui déplore que personne ne fut interrogé ni accusé par les autorités locales après le massacre, l'armée des États-Unis renforce sa présence et la sécurité, tandis que les cinq principaux acteurs trouvés responsables par le Congrès sont démis de leur fonction, soit le Gouverneur J. Madison Wells, le juge E. Abell du tribunal correctionnel, Andrew S. Herron, Procureur général de l'État de Louisiane, le maire John T. Monroe et le Shérif Harry T. Hays.
Le 4 juillet 1867, un an après le massacre, une lecture de la proclamation d'émancipation est faite par J. B. Smith, un afro-américain de Boston à l'Institut de la mécanique de La Nouvelle Orléans. Le 30 juillet de la même année, une cérémonie funéraire en hommage aux victimes du massacre est organisée au même endroit. Une nouvelle loi sur la reconstruction est adoptée par le Congrès en 1867 et le 7 mars 1868, une modification de la constitution abolit les codes noirs et garantit l'égalité des droits civils et politiques, sauf pour les anciens confédérés.